# Symony
Symony (ukr. Симони) – wieś na Ukrainie, w obwodzie żytomierskim, w rejonie zwiahelskim, w hromadzie Emilczyn. W 2001 liczyła 687 mieszkańców, spośród których 678 wskazało jako ojczysty język ukraiński, 8 rosyjski, a 1 białoruski.